# Promenade Claude-Estier
La promenade Claude-Estier est une voie située dans le 18e arrondissement de Paris, en France.

## Origine du nom

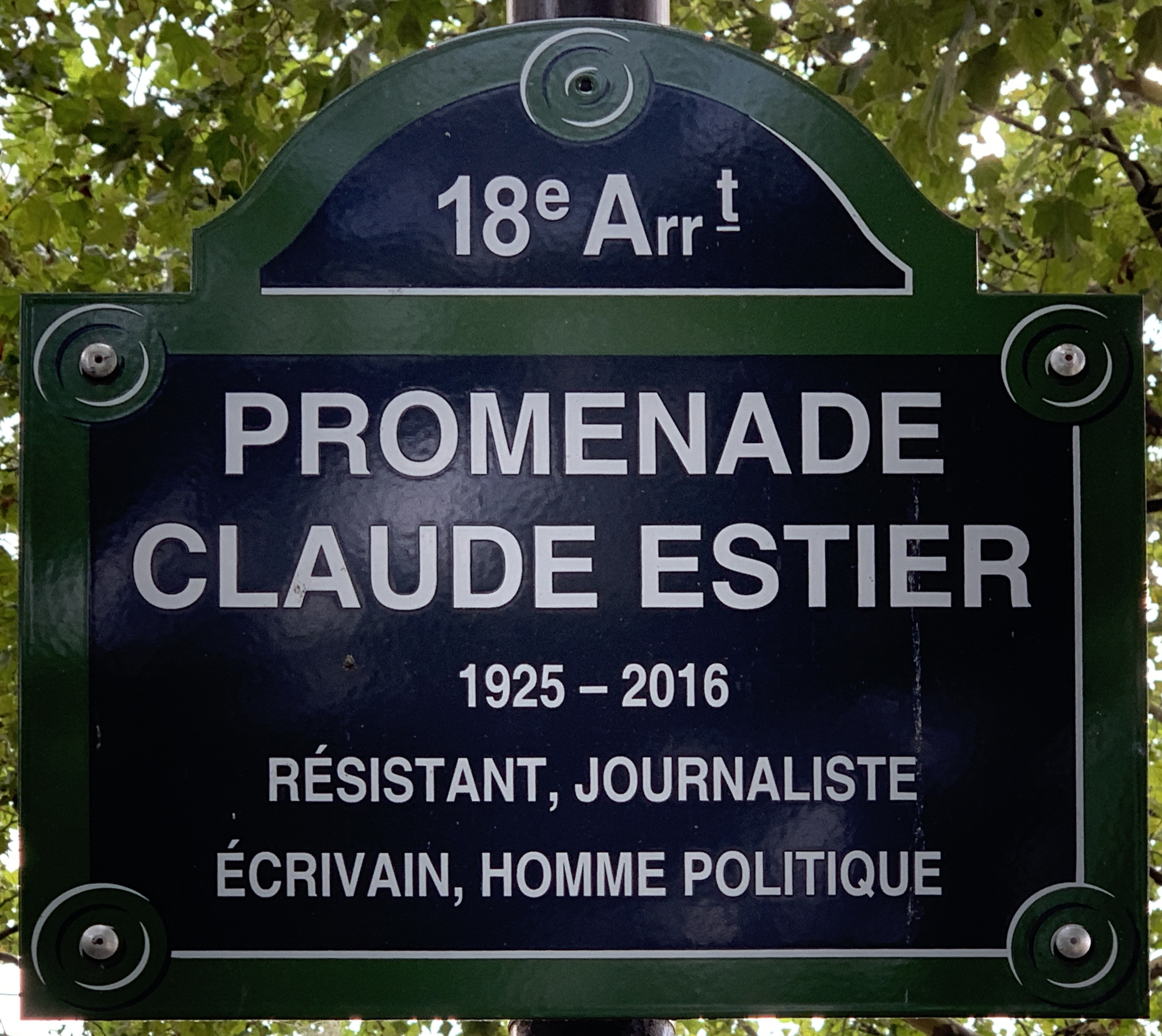
Plaque de la promenade.